# Parade (groupe)
Pour les articles homonymes, voir Parade.
Parade est un girl group britannique.

## Histoire
Avant de rejoindre Parade, Emily Biggs est membre du girl group Hope et Charlesworth du girl group City Girls. Agombar joue un rôle dans St. Trinian's 2: The Legend of Fritton's Gold.
Le premier single Louder a atteint le numéro 10 dans les charts britannique. Perfume est 38e. Le premier album éponyme, Parade, sort en novembre 2011. L'album rate le top 100 britannique, se classant à la 171e place. En raison des faibles ventes de l'album, Parade et le label Asylum Records se séparent. Le groupe apparaît dans les médias comme les ambassadrices du football féminin, Clean & Clear et l'autobronzant St. Tropez.
Le groupe passe l'année 2012 à travailler sur son deuxième album studio. Elles collaborent avec le producteur britannique à succès Tim Powell, qui a écrit et produit pour des artistes comme Girls Aloud et Sugababes. Le 11 juillet 2012, via leur blog officiel, elles annoncent Light Me Up comme la première chanson à être mise en ligne à partir de leur nouvel album. Il est en téléchargement gratuit le 1er août 2012.
Le 11 février 2013, via le compte Twitter du groupe, Bianca Claxton annonce quitter Parade, et qu'en conséquence, les autres membres décident de ne pas continuer en tant que groupe. Elle révèle aussi l'abandon de sa maison de disques en 2011.
En février 2013, un compte SoundCloud anonyme divulgue une piste inédite appelée Lose It qui était à l'origine destinée à être incluse sur leur premier album. La chanson aurait été produite par RedOne et sample fortement I Like to Move It de Reel 2 Real. Plus tard, le compte publie quatre nouveaux morceaux enregistrés pour le deuxième album inédit intitulé Chaos, (Come) On The Double et Puppet Master (Dance For Me). Début mars, Throw It Up In The Air, qui faisait partie de la setlist pour leur tournée au Royaume-Uni en première partie de The Wanted, sort aussi chez SoundCloud.
Agombar et Claxton se lancent dans une carrière solo, avec Agombar et les morceaux Bam Bam et Bam Bam Pt. 2 en 2014 puis un EP en 2015. Claxton sort son premier EP Hi-5 le 17 mai 2015 et est en finale pour représenter le Royaume-Uni au Concours Eurovision de la chanson 2016.

## Concert
Parade fut la première partie de Shakira et Alexandra Burke. Il accompagne aussi Shayne Ward lors de sa tournée britannique Up Close and Personal en mars 2011 et pour la tournée britannique de The Wanted The Code au printemps 2012. Parade joue sur la scène Big Top au Festival de l'île de Wight 2011 et au Isle of MTV 2011 à Malte. Parade est l'une premières parties des Black Eyed Peas lors de leur concert d'Alton Towers le 6 juillet 2011. Le groupe précède Westlife et Boyzone à Lytham Proms.

## Discographie
Album
- 2011 : Parade

Singles
- 2011 : Louder
- 2011 : Perfume